# 張奕 (西晉)
張奕（？年—303年），字希祖，益州巴郡南充國人，蜀漢將領張嶷之孫。西晉梁州刺史。

## 生平
張奕曾被任命為荊州刺史、長水校尉。
太安二年（公元303年），劉弘退兵到梁縣駐紮，征南將軍范陽王司馬虓派遣前長水校尉張奕統領荊州。劉弘到了以後，張奕不打算接替，率軍對抗劉弘，於是劉弘討伐張奕，張奕兵敗被斬。